# Пищалинцы
Пищалинцы — опустевшая деревня в Арбажском районе Кировской области. 

## География
Находится на расстоянии примерно 8 километров по прямой на север-северо-восток от районного центра поселка Арбаж.

## История
Деревня была известна с 1802 года как починок Беликовский, в 1873 году здесь (деревня Белиновская или Пищалицы) было учтено дворов 18 и жителей 123, в 1905 16 и 88, в 1926 21 и 103, в 1950 13 и 36. В 1989 году постоянных жителей уже не осталось. Настоящее название утвердилось с 1939 года. До января 2021 года входила в состав Арбажского городского поселения до его упразднения.

## Население
Постоянное население составляло 5 человек (русские 100%) в 2002 году, 0 в 2010.